# Jamie Ritchie
James („Jamie“) Thomas Ritchie (* 16. August 1996 in Dundee) ist ein schottischer Rugby-Union-Spieler. Er spielt auf der Position des Flügelstürmers für das schottische Franchise Edinburgh Rugby und für die schottische Nationalmannschaft.

## Biografie

### Vereinskarriere
In seiner Jugend spielte Ritchie nicht nur Rugby und Cricket, sondern war auch ein talentierter Judoka: 2009 gewann er bei den britischen Juniorenmeisterschaften die Silbermedaille und 2010 war er britischer Schülermeister. Sein Rugby-Stammverein ist der Howe of Fife RFC in Cupar. Bereits als 17-Jähriger galt er als derart herausragender Spieler, dass er im Mai 2014 sogleich seinen ersten Profivertrag bei Edinburgh Rugby erhielt. Sein Debüt in der Liga Pro12 gab er am 31. Oktober 2014 gegen Leinster. Bis heute ist er seinem Team treu geblieben. Im Januar 2021 unterschrieb er die „am längsten dauernde Vertragsverlängerung der Vereinsgeschichte“, wobei die genauen Details nicht bekannt sind.

### Nationalmannschaft
Ritchie hat Schottland in der U16-, U18- und U20-Nationalmannschaft vertreten. Er war sowohl 2013 als auch 2014 an der Junioreneuropameisterschaft dabei, bei letzterer als Kapitän. Bei der Juniorenweltmeisterschaft 2014 kam er in vier Spielen zum Einsatz. Im Vorfeld der End-of-year Internationals 2017 berief ihn Trainer Gregor Townsend erstmals in den erweiterten Kader der schottischen Nationalmannschaft, beließ ihn aber zunächst auf der Ersatzbank. Sein erstes Test Match bestritt Ritchie dann am 9. Juni 2018 beim 48:10-Sieg gegen Kanada. Ein Jahr später erhielt er auch ein Aufgebot für die Weltmeisterschaft 2019, allerdings brach er im letzten Vorbereitungsspiel gegen Georgien das Jochbein und konnte deshalb nicht teilnehmen.
Ritchie wurde am 9. März 2021 im Spiel gegen Frankreich beim Six Nations 2020 zum „man of the match“ gewählt, nachdem er von Frankreichs Pfeiler Mohamed Haoua ins Gesicht geschlagen worden war. Bei den Spielen der End-of-year Internationals 2022 übernahm Ritchie erstmals die Aufgabe des Mannschaftskapitäns der Nationalmannschaft.